# REMIXES 2000
『REMIXES 2000』（リミクシーズ 2000）は、2000年3月18日に発売されたピチカート・ファイヴ通算5作目のリミックス・アルバム。

## 解説
アルバム『ピチカート・ファイヴ』収録曲を中心に5組のリミックス・エンジニアを招聘して作られたリミックス・アルバム。

## 収録曲
1. the GROOVE ROOM [9:00]
  - a.また恋におちてしまった
  - b.ダーリン・オブ・ディスコティック
  - リミックス：小西康陽
2. ROMA（corso edit） [1:00]
  - リミックス：岩村学
3. シェリーにくちづけ（I LOVE KISS & KIDS MIX） [3:00]
  - リミックス：CUBISMO GRAFICO BLAST SQUAD
4. ワン・トゥ・スリー・フォー・ファイヴ・シックス・セヴン・エイト・ナイン・テン・バービー・ドールズ[4]（Ken's Old Aiwa mix）[6:00]
  - リミックス：池田正典
5. ダーリン・オブ・ディスコティック（bongo a go go mix） [5:00]
  - リミックス：コモエスタス
6. パーフェクト・ワールド（A night at Organ b.MIX） [4:00]
  - リミックス：Sunaga.t experience
7. ジョリ・バブリ・ラブリィ[4]（cubis tout-jour mix） [5:00]
  - リミックス：CUBISMO GRAFICO